# Skalník vrbolistý
Skalník vrbolistý (Cotoneaster salicifolius) je druh stálezeleného keře z čeledi růžovitých. Pochází z Číny, často se pěstuje jako okrasná dřevina v řadě kultivarů a kříženců.

## Popis
Je to stálezelený keř vysoký až 5 metrů s rozložitými až vzpřímenými větvemi. Větvičky jsou červenohnědé až šedohnědé, zpočátku s hustými plstnatými chlupy, později olysávající. Listy jsou střídavé, obvykle kožovitě tuhé. Řapík je často červený, tlustý, 4 až 5 milimetrů dlouhý a plstnatě chlupatý. Palisty jsou hnědé, čárkovité nebo čárkovitě kopinaté, 4 až 7 milimetrů dlouhé, mírně chlupaté a brzy opadávají. Listová čepel je jednoduchá, oválně podlouhlá, vejčitě kopinatá nebo čárkovitě kopinatá, 4 až 8,5 cm dlouhá a 1,5 až 2,5 cm široká, s celokrajnými okraji, špičatou nebo zašpičatělou a klínovitou bází. Vytváří se 12 až 16 listových žilek. Horní strana listu je lysá nebo jemně chlupatá, s vrásčitě vystupující žilnatinou, spodní strana je šedě plstnatá s výraznými žilkami.
Květenství jsou složené deštníkové chocholičnaté laty s mnoha květy a plstnatě chlupatými květními stopkami. Listeny jsou čárkovité, 3 až 5 milimetrů dlouhé a brzy opadávají. Květy mají průměr 5 až 6 milimetrů. Květní kalich je zvonkovitý a na vnější straně má šedé plstnaté chloupky. Kališní lístky jsou trojúhelníkovité, 1,5 až 2,5 mm dlouhé a špičaté nebo zašpičatělé. Korunní lístky jsou vodorovně rozestálé, bílé, vejčité nebo okrouhlé, 2,5 až 4 milimetry dlouhé a 3 až 4 milimetry široké, lysé, s tupou špičkou a krátce zašpičatělou bází. Asi 20 tyčinek je o něco delších nebo přibližně stejně dlouhých jako korunní lístky. Prašníky jsou načervenalé. Špička semeníku je jemně chlupatá. Dvě až tři oddělené čnělky jsou stejně dlouhé nebo o něco kratší než tyčinky. Plody jsou malvice šarlatové barvy a obvejčitého, kulatého nebo vejčitého tvaru; mají průměr 3 až 7 milimetrů. V každém plodu se tvoří dvě až tři semena. Skalník vrbolistý kvete v červnu, plody dozrávají v říjnu.
Patří mezi diploidní skalníky, s počtem chromozomů 2n = 34.

## Rozšíření a ekologie
Přirozeně se vyskytuje v čínských provinciích Kuej-čou, Chu-pei, Chu-nan, S'-čchuan a Jün-nan. Roste zde v horských oblastech ve smíšených lesích, na křovinatých svazích a otevřených plochách v nadmořské výšce 400 až 3000 metrů.

## Využití
Vzhledem ke své mrazuvzdornosti a nenáročnosti na vláhu patří k často pěstovaným skalníkům. Vzrůstnější tvary jsou použitelné jako parkové solitéry, do větších předzahrádek nebo živých plotů. Vyšlechtěny byly ale i plazivé, půdopokryvné kultivary, jako například 'Parkteppich' nebo 'Sympatie'. Křížením se skalníkem chladnomilným (C. frigidus) vznikl rovněž často pěstovaný skalník Watererův (C. ×watereri), lišící se jemnějšími listy bez svraskalé žilnatiny.

## Galerie

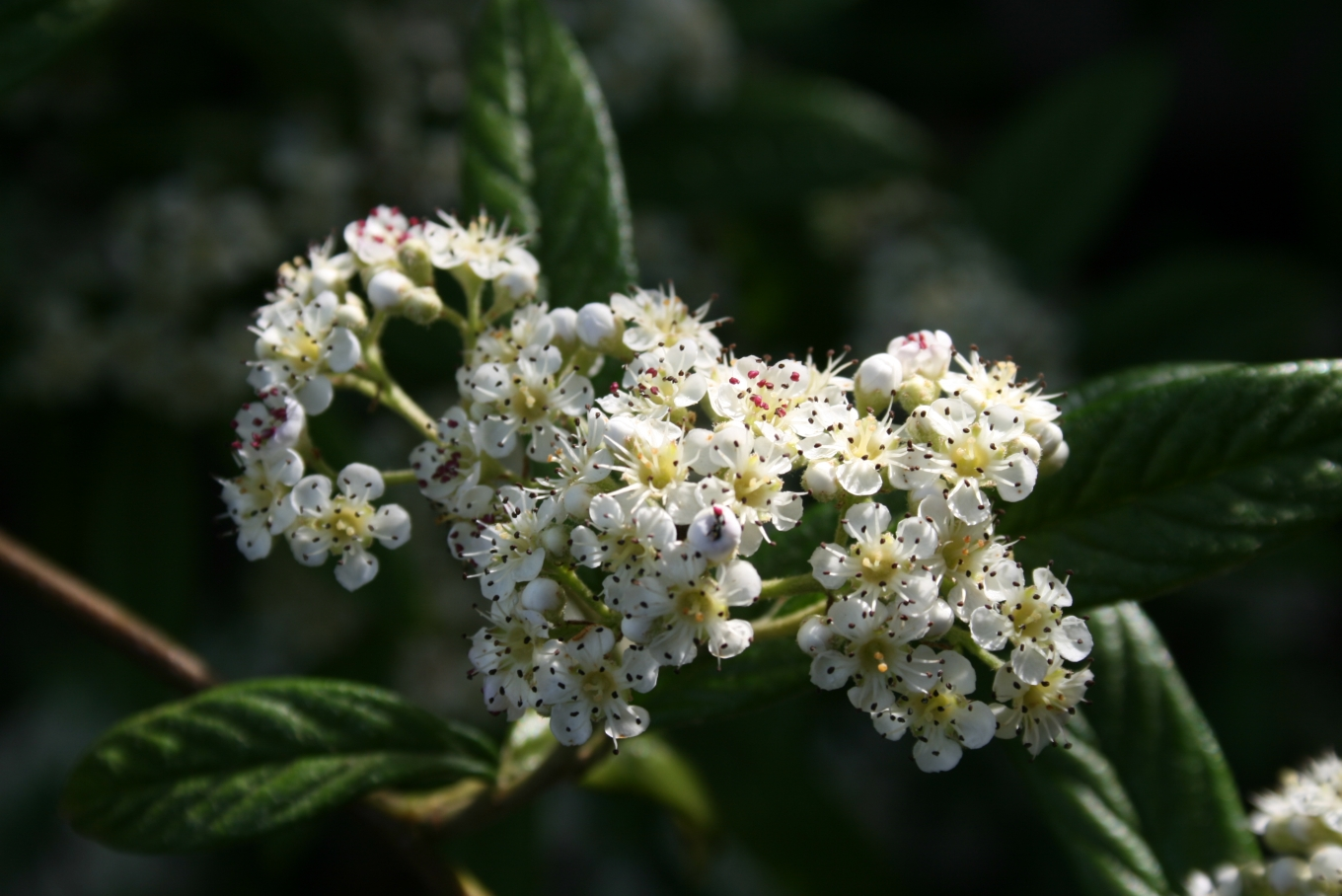
Detail květů
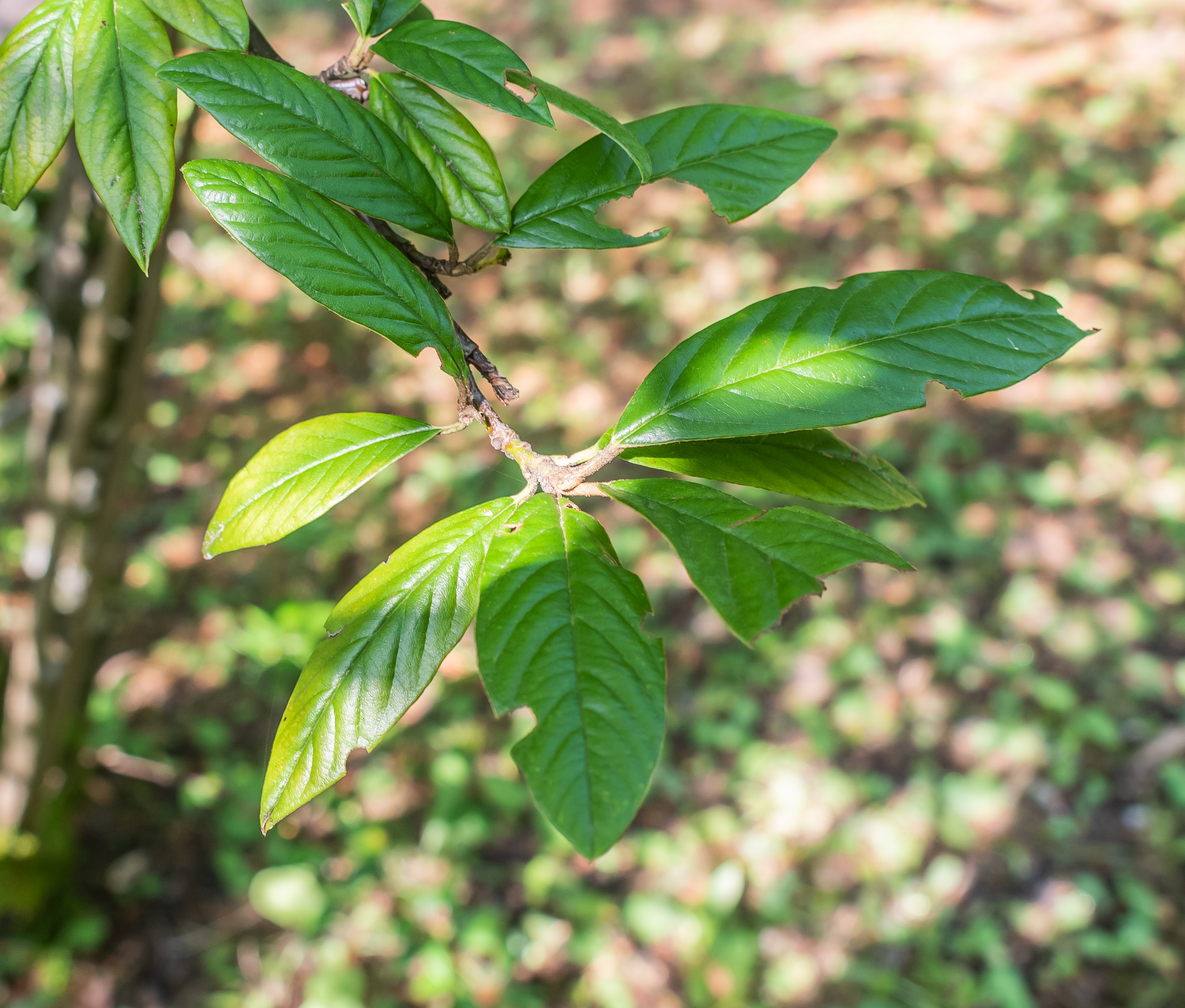
Listy
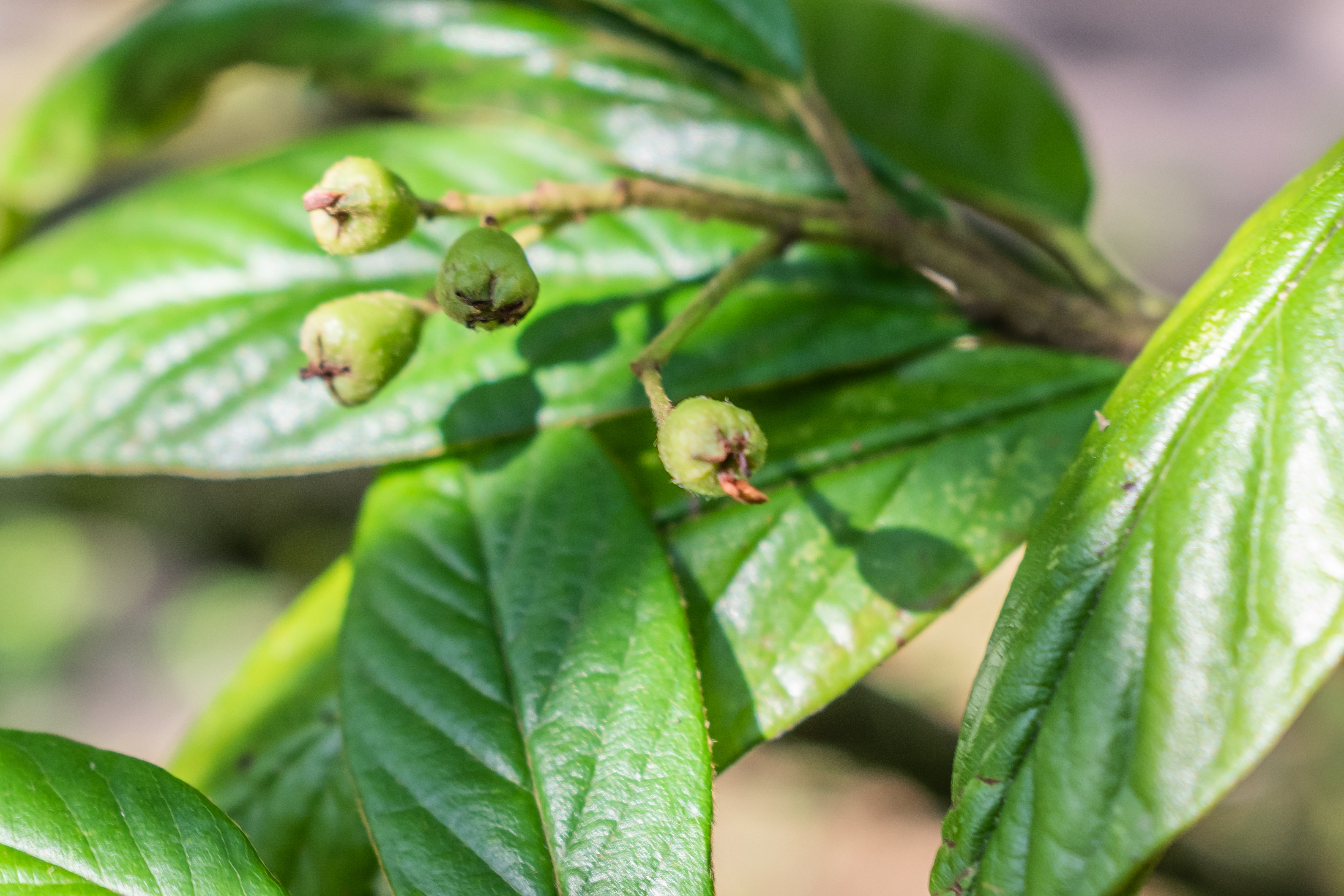
Odkvetlé češule
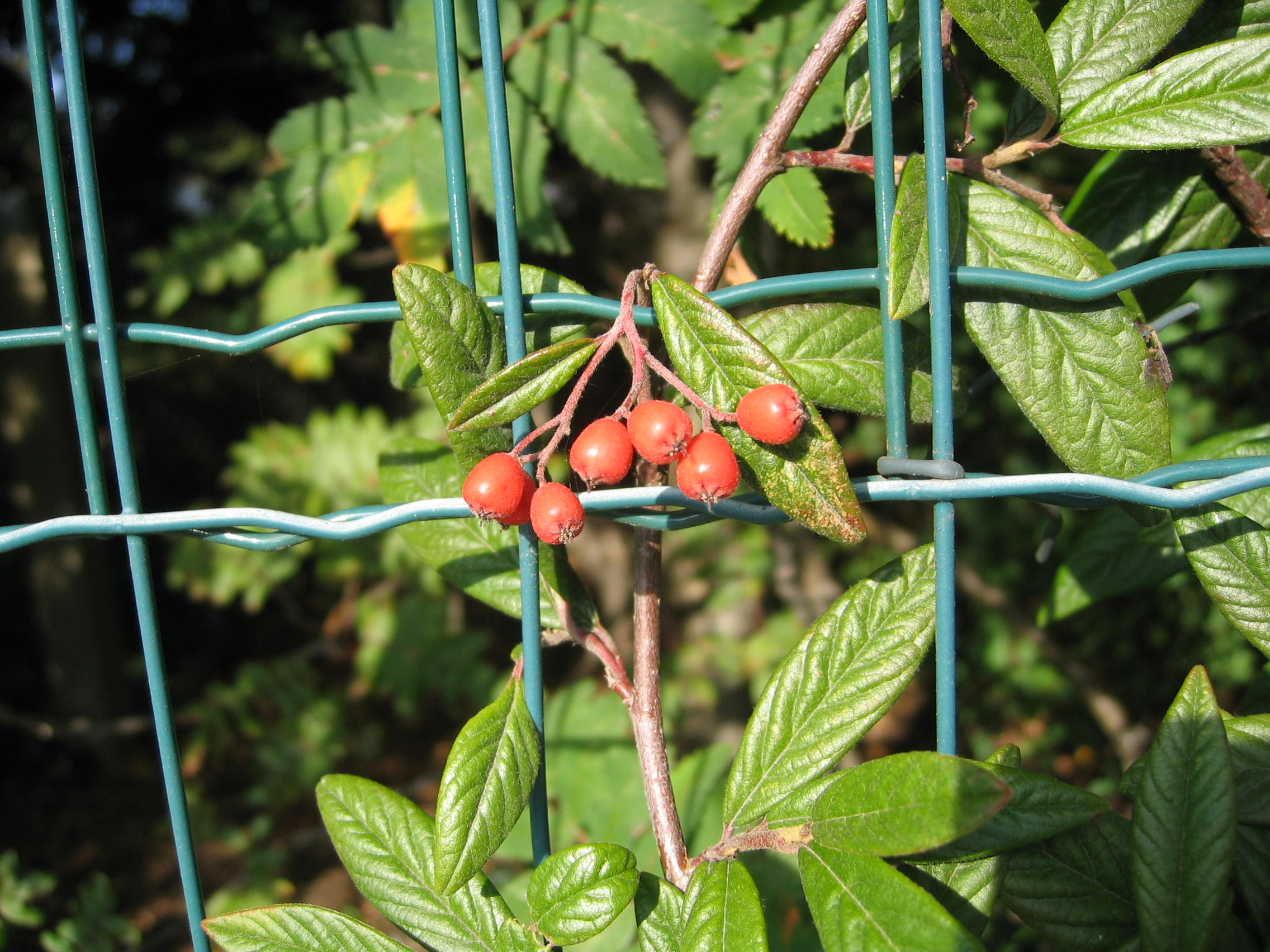
Dozrávající plodenství
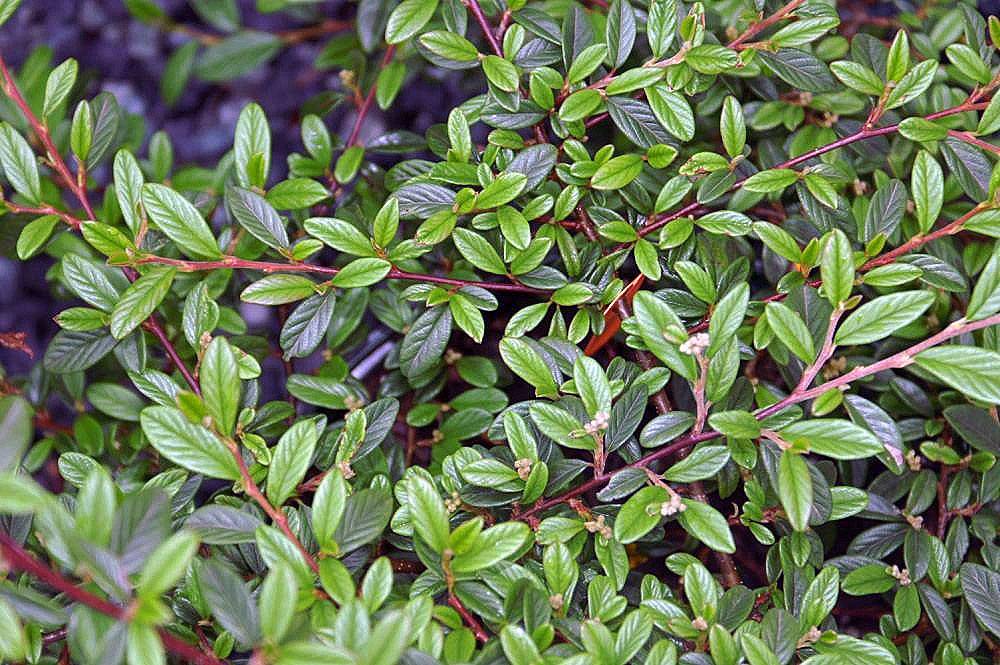
Půdopokryvný kultivar 'Repens'
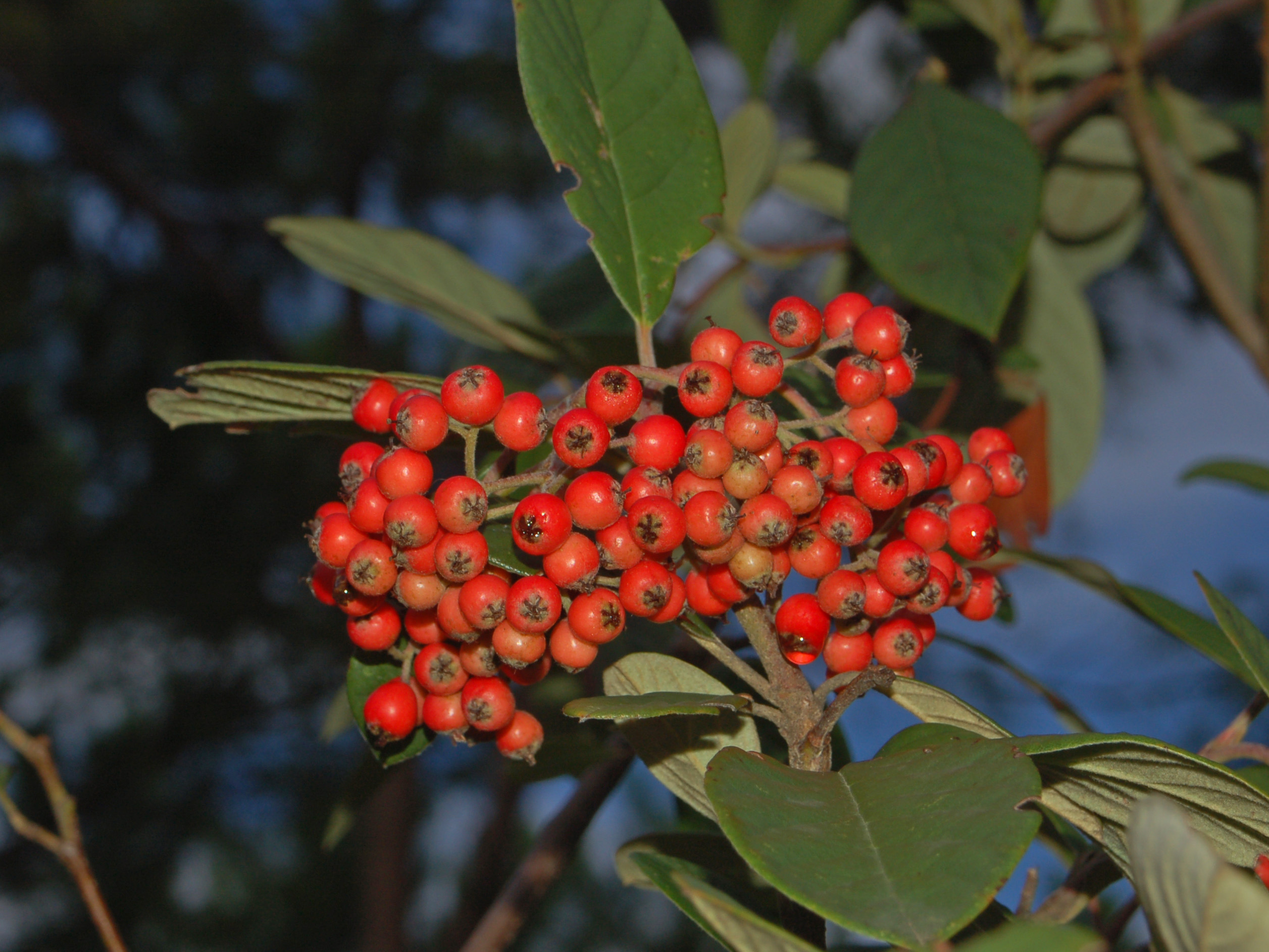
Hybridní skalník Watererův